# Hessea cinnamomea
Hessea cinnamomea är en amaryllisväxtart som först beskrevs av L'hér., och fick sitt nu gällande namn av Théophile Alexis Durand och Schinz. Hessea cinnamomea ingår i släktet Hessea och familjen amaryllisväxter. Inga underarter finns listade i Catalogue of Life.

## Bildgalleri

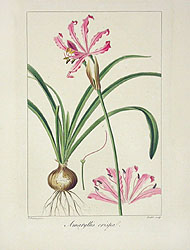
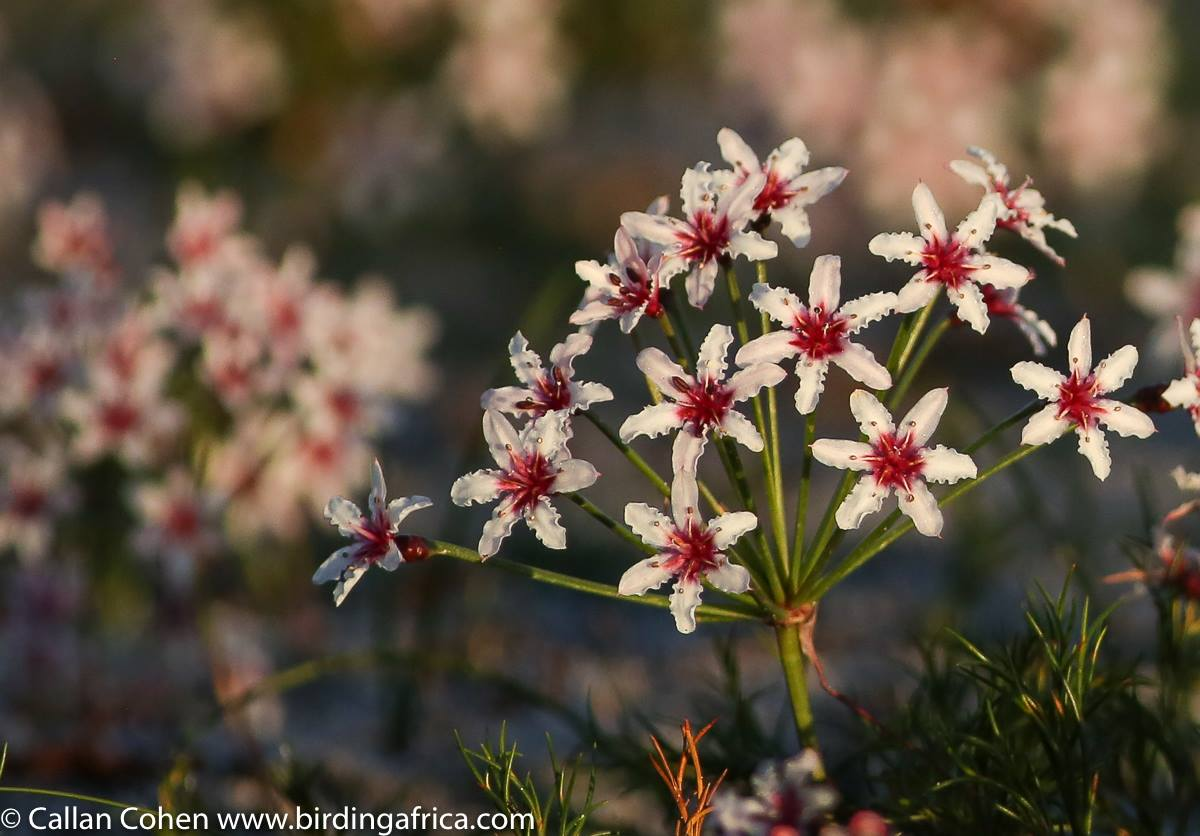